# Hexatoma (Eriocera) terebrina
Hexatoma (Eriocera) terebrina is een tweevleugelige uit de familie steltmuggen (Limoniidae). De soort komt voor in het Oriëntaals gebied.